# 鈇鑕一
鯨魚座48，又名BD-22 254，HD 9132、SAO 167086、HR 433，是鯨魚座的一颗恒星，视星等为5.12，位于銀經182.65，銀緯-79.72，其B1900.0坐标为赤經1h 24m 48.3s，赤緯-22° -79.72′ 48″。